# Kolumba
Kolumba – żeńska forma imienia Kolumb, pochodzenia łacińskiego. Wywodzi się od słowa oznaczającego „gołębica”. Od imienia Kolumba pochodzi też zdrobnienie Kolumbula. 

Nosiło je kilka świętych, w tym Kolumba z Sens. 
Kolumba imieniny obchodzi 10 stycznia, 3 marca, 20 maja, 17 września, 24 września i 31 grudnia.
Znane osoby noszące imię Kolumba:
święci i błogosławieni
- św. Kolumba, opat Hy – w wersji polskiej nazywany także Kolumbanem Starszym (w odróżnieniu od św. Kolumbana Młodszego)
- bł. Kolumba Marmion (1858-1923) – irlandzki mnich benedyktyński, znany również jako Kolumban Józef Marmion

święte i błogosławione
- bł. Kolumba Gabriel – założycielka Zgromadzenia Benedyktynek od Miłości
- bł. Kolumba z Rieti – zakonnica i mistyczka
- św. Kolumba Kim Hyo-im – koreańska męczennica

Inne osoby: 
- Konstancja Kolumba Sanguszkowa (1716–1791) – marszałkowa nadworna litewska.